# Longborough
Longborough é uma paróquia e aldeia do distrito de Cotswold, no condado de Gloucestershire, na Inglaterra. De acordo com o Censo de 2011, tinha 471 habitantes. Tem uma área de 12,25 km².